# Patinação artística nos Jogos Olímpicos de Inverno de 1948 - Individual masculino
A competição individual masculina da patinação artística nos Jogos Olímpicos de Inverno de 1948 foi disputado entre 16 patinadores.

## Medalhistas
| Ouro   | USA Dick Button      |
| Prata  | SUI Hans Gerschwiler |
| Bronze | AUT Edi Rada         |

## Resultados
| #                 | Nome                 | País               | PC | Pontos | PL | Pontos  | Pos. |
| ----------------- | -------------------- | ------------------ | -- | ------ | -- | ------- | ---- |
| Medalha de ouro   | Richard Button       | USA Estados Unidos | 1  | 994.7  | 1  | 191.177 | 10   |
| Medalha de prata  | Hans Gerschwiler     | SUI Suíça          | 2  | 965.1  | 3  | 181.122 | 23   |
| Medalha de bronze | Edi Rada             | AUT Áustria        | 3  | 941.0  | 4  | 178.133 | 33   |
| 4                 | John Lettengarver    | USA Estados Unidos | 4  | 916.3  | 2  | 176.400 | 36   |
| 5                 | Ede Király           | HUN Hungria        | 5  | 922.1  | 5  | 174.400 | 42   |
| 6                 | James Grogan         | USA Estados Unidos | 9  | 867.4  | 6  | 168.711 | 62   |
| 7                 | Henry Graham Sharp   | GBR Grã-Bretanha   | 6  | 909.8  | 8  | 167.044 | 67   |
| 8                 | Hellmut May          | AUT Áustria        | 7  | 893.2  | 7  | 165.666 | 68   |
| 9                 | Helmut Seibt         | AUT Áustria        | 8  | 882.9  | 12 | 162.655 | 79   |
| 10                | Ladislav Cáp         | TCH Checoslováquia | 10 | 859.0  | 11 | 160.233 | 96   |
| 11                | Fernand Leemans      | BEL Bélgica        | 11 | 838.0  | 14 | 157.822 | 104  |
| 12                | Wallace Diestelmeyer | CAN Canadá         | 13 | 809.1  | 9  | 156.322 | 110  |
| 13                | Zdenek Fikar         | TCH Checoslováquia | 12 | 819.0  | 13 | 154.155 | 114  |
| 14                | Karl Enderlin        | SUI Suíça          | 14 | 796.7  | 10 | 154.244 | 110  |
| 15                | Carlo Fassi          | ITA Itália         | 16 | 764.9  | 15 | 145.966 | 135  |
| 16                | Per Cock-Clausen     | DEN Dinamarca      | 15 | 785.5  | 16 | 145.533 | 135  |

Legenda
| Recorde mundial      | Recorde mundial (World record)               |                       | Recorde africano                      | Recorde africano (African) |                                           | Q | Classificado por posição (Qualified) |
| Recorde olímpico     | Recorde olímpico (Olympic record)            | Recorde da América    | Recorde da América (Americas)         | q                          | Classificado por melhor tempo (Qualified) |   |                                      |
| Melhor marca do ano  | Melhor marca do ano (World leading)          | Recorde asiático      | Recorde asiático (Asian)              | DNS                        | Não largou (Did not start)                |   |                                      |
| Recorde nacional     | Recorde nacional (National record)           | Recorde europeu       | Recorde europeu (European)            | DNF                        | Não terminou (Did not finish)             |   |                                      |
| Recorde pessoal      | Recorde pessoal do atleta (Personal best)    | Recorde da Oceania    | Recorde da Oceania (Oceania)          | DSQ / DQ                   | Desclassificado (Disqualified)            |   |                                      |
| Recorde da temporada | Recorde da temporada do atleta (Season best) | Recorde sul-americano | Recorde sul-americano (South America) | NM                         | Sem marca (No mark)                       |   |                                      |